# Ulica Buchenwaldczyków w Zabrzu
Ulica Buchenwaldczyków w Zabrzu (pot. Buchen) – jedna z ulic w centrum miasta Zabrze, przebiegająca przez dzielnice Śródmieście i Centrum Południe, mająca status drogi gminnej.

## Przebieg
Ulica Buchenwaldczyków rozpoczyna się na skrzyżowaniu z ul. Stanisława Kobylińskiego i ul. Zygmunta Krasińskiego na terenie zabrzańskiej dzielnicy Śródmieście. Ma przebieg południkowy i po 250 m krzyżuje się z ul. Bohaterów Warszawskich, a po kolejnych 100 m – z ul. Sądową. Swój bieg kończy na skrzyżowaniu z ul. Roosevelta (będącą fragmentem drogi wojewódzkiej numer 921), a jej kontynuację stanowi ul. Klonowa. Odcinek ulicy między skrzyżowaniami z ul. Sądową i ul. Roosevelta przebiega już przez dzielnicę Centrum Południe. Ulica Buchenwaldczyków jest drogą gminną i znajduje się w zarządzie Miejskiego Zarządu Dróg w Zabrzu.

## Charakterystyka

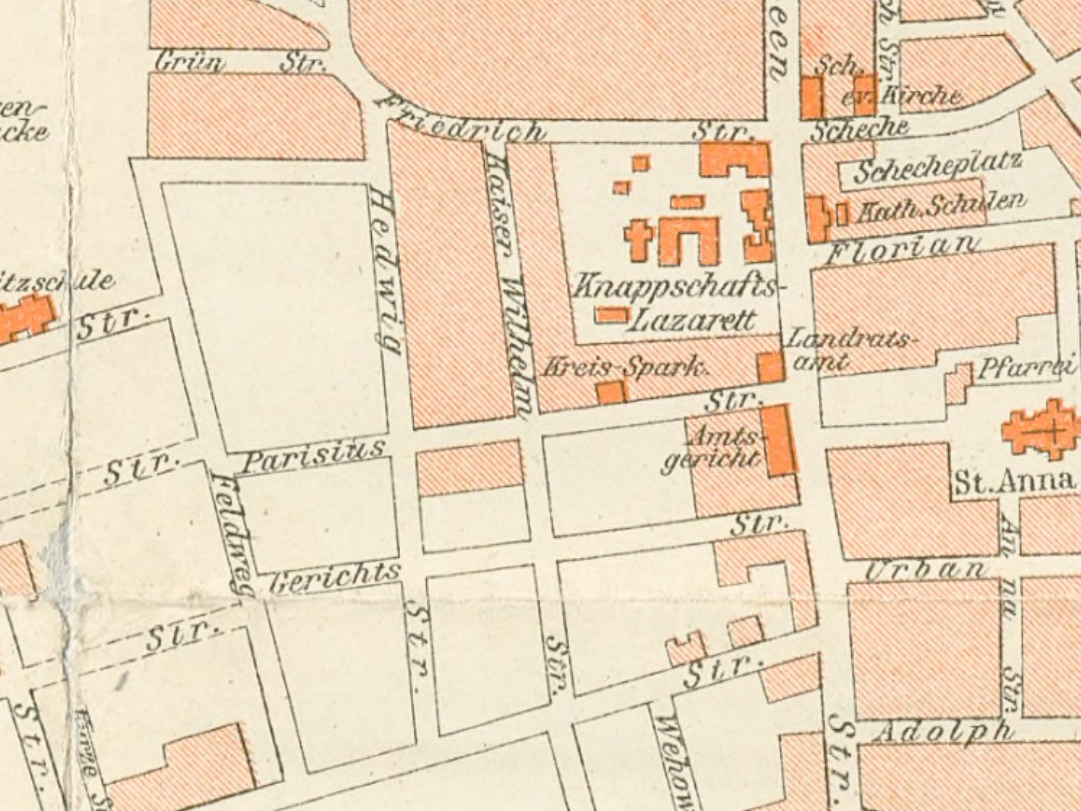
Plan Zabrza z 1910 roku. Ówczesna Kaiser-Wilhelm-Straße widoczna pośrodku ryciny

Ulica swoją obecną nazwę nosi od 1945 roku. Upamiętnia ona więźniów niemieckiego nazistowskiego obozu koncentracyjnego KL Buchenwald, w tym wywiezionych z Górnego Śląska byłych powstańców śląskich oraz działaczy Związku Polaków w Niemczech, wśród których znalazła się również grupa 204 mieszkańców Zabrza. W latach 1937–1945 obowiązującą nazwą była Gustav-Freytagstraße upamiętniająca Gustava Freytaga, niemieckiego powieściopisarza i dramaturga, natomiast przed 1937 rokiem ulica nosiła nazwę Kaiser-Wilhelm-Straße ku czci niemieckiego cesarza Wilhelma II Hohenzollerna.
Zabrze znane jest z najliczniejszej (liczącej ok. 500 osób w 2014 i 2018 roku) społeczności romskiej na Górnym Śląsku. Górscy Romowie (Bergitka Roma) z Bystrzycy Kłodzkiej i Nowego Targu osiedlali się w mieście w latach 70. i 80. XX wieku, zajmując głównie pustostany przy ulicy Buchenwaldczyków, których poprzedni lokatorzy masowo emigrowali w tym okresie do RFN. Od lat 90. XX wieku społeczność romska w Zabrzu bywa celem gróźb oraz ataków rasistowskich i chuligańskich – początkowo ze strony subkultury skinheadów, z czasem dokonywanych przez kiboli.
W 2014 roku w ramach mającej na celu zmianę stereotypowego myślenia o Romach kampanii społecznej „Jedni z wielu” na bocznej elewacji kamienicy przy ul. Buchenwaldczyków 20A wykonano mural przedstawiający Rafała Siwaka, górnika z Lubina.
W 2018 roku w Szkole Podstawowej nr 43 mieszczącej się przy ul. Buchenwaldczyków 25 uczyło się 50 romskich dzieci. W tym samym roku w drużynie piłkarskiej FC Roma integrującej społeczność zabrzańskich Romów grało 30 osób w dwóch grupach wiekowych.

## Obiekty zabytkowe

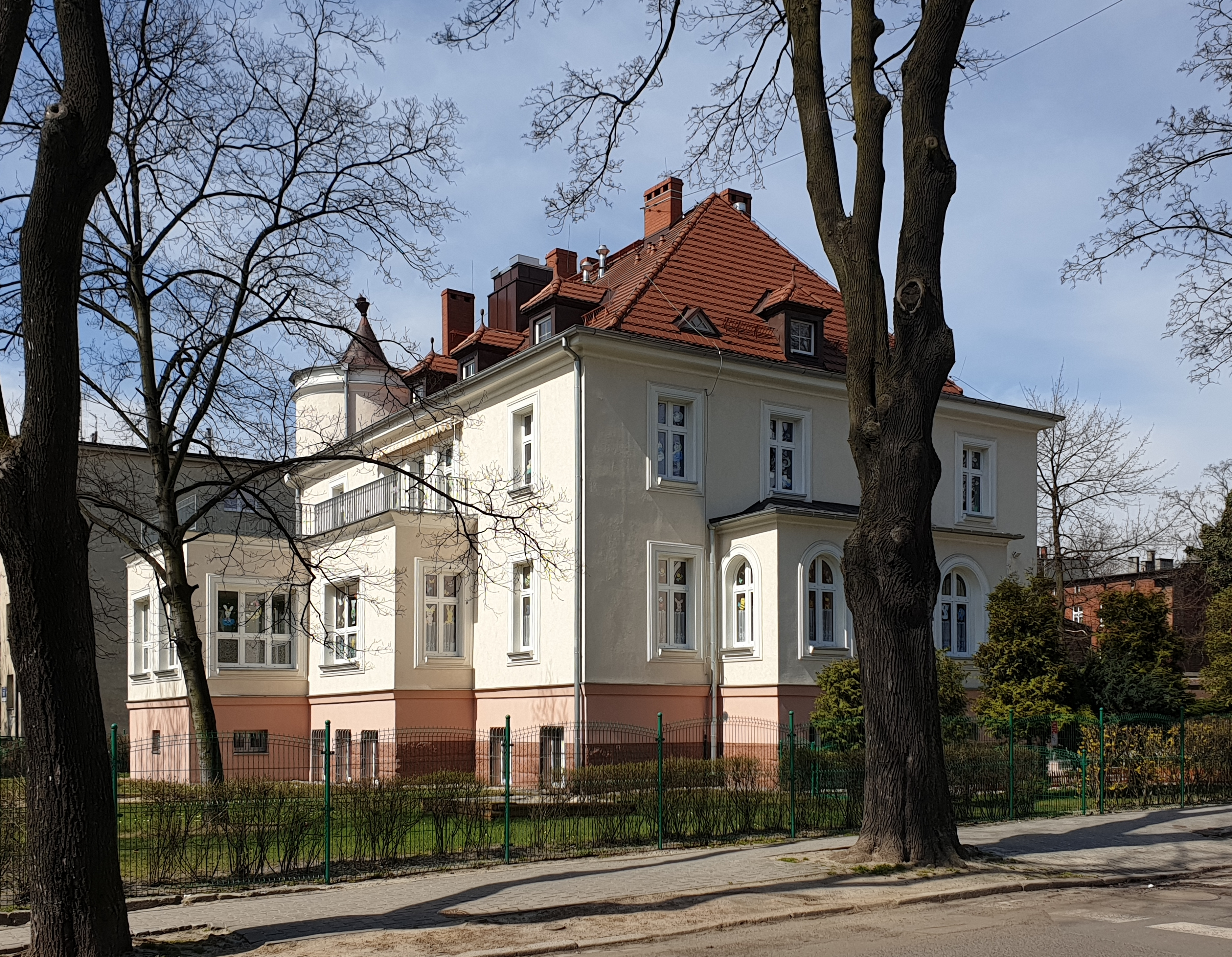
Willa przy ul. Buchenwaldczyków 32, obecnie żłobek (2021)

Według stanu z kwietnia 2021 roku, przy ul. Buchenwaldczyków znajdowało się dziewięć budynków figurujących w gminnej ewidencji zabytków Miasta Zabrze:
- kamienica przy ul. Buchenwaldczyków 5 (nr GEZ 130),
- dom przy ul. Buchenwaldczyków 7 (nr GEZ 131),
- kamienica przy ul. Buchenwaldczyków 22 (nr GEZ 133),
- kamienica przy ul. Buchenwaldczyków 26 (nr GEZ 134),
- willa przy ul. Buchenwaldczyków 32 (nr GEZ 135), obecnie żłobek,
- willa przy ul. Buchenwaldczyków 36 (nr GEZ 136),
- willa przy ul. Buchenwaldczyków 38 (nr GEZ 137),
- willa przy ul. Buchenwaldczyków 40 (nr GEZ 138),
- kamienica przy ul. Buchenwaldczyków 1/ul. Krasińskiego 3 (nr GEZ 579).

## Galeria

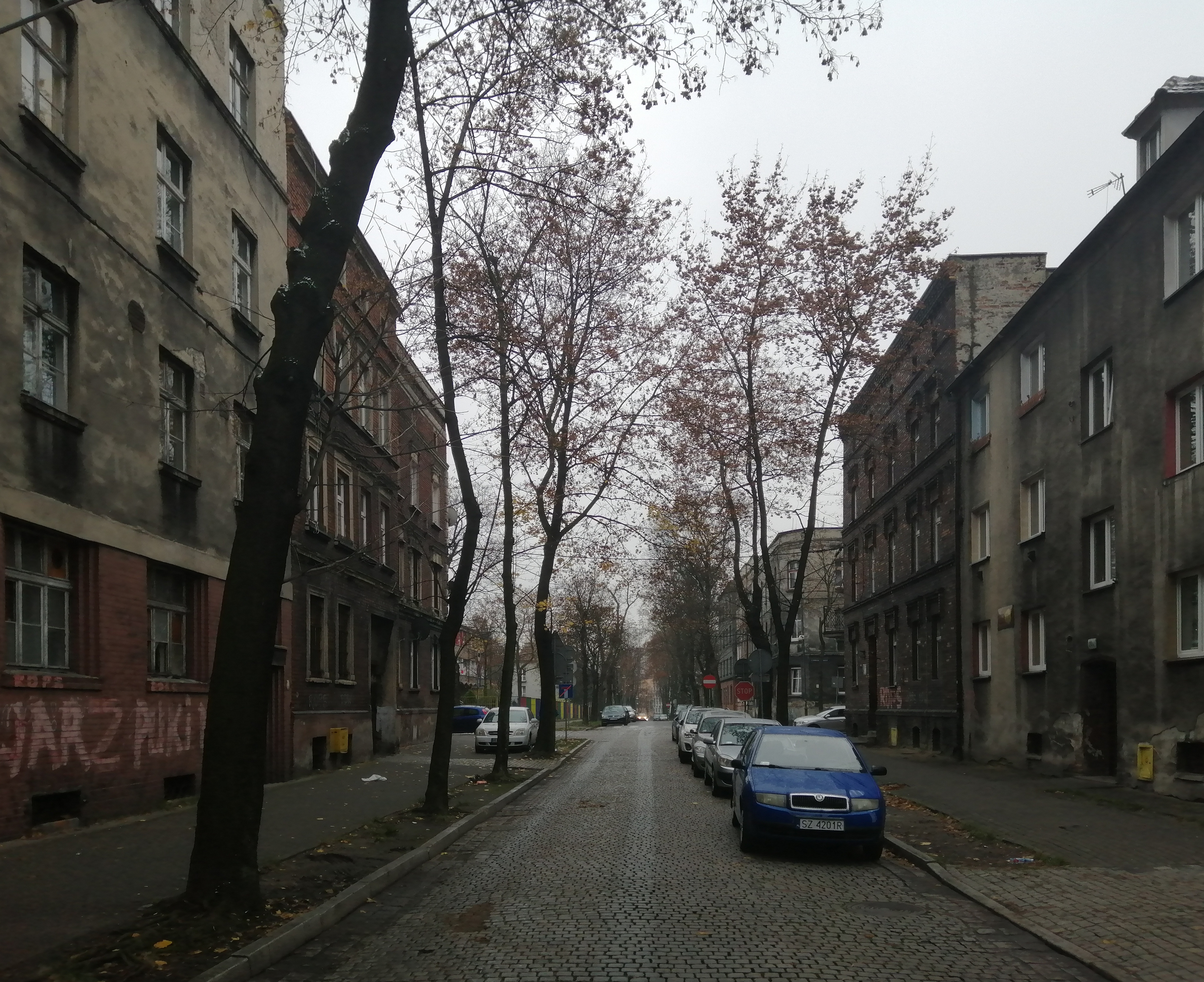
Ulica Buchenwaldczyków – widok w kierunku południowym (2022)
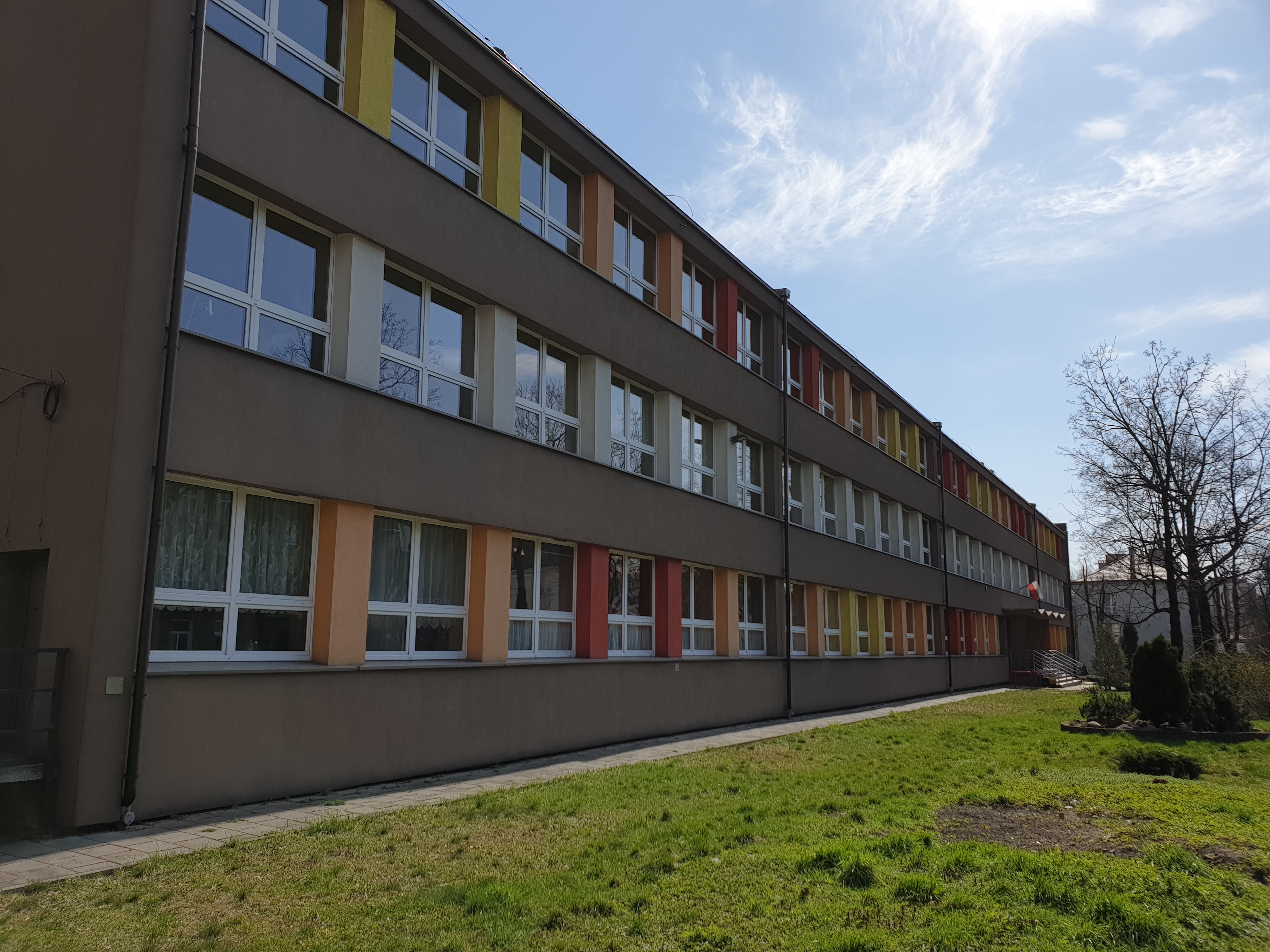
Szkoła Podstawowa nr 43 przy ul. Buchenwaldczyków 25 (2021)
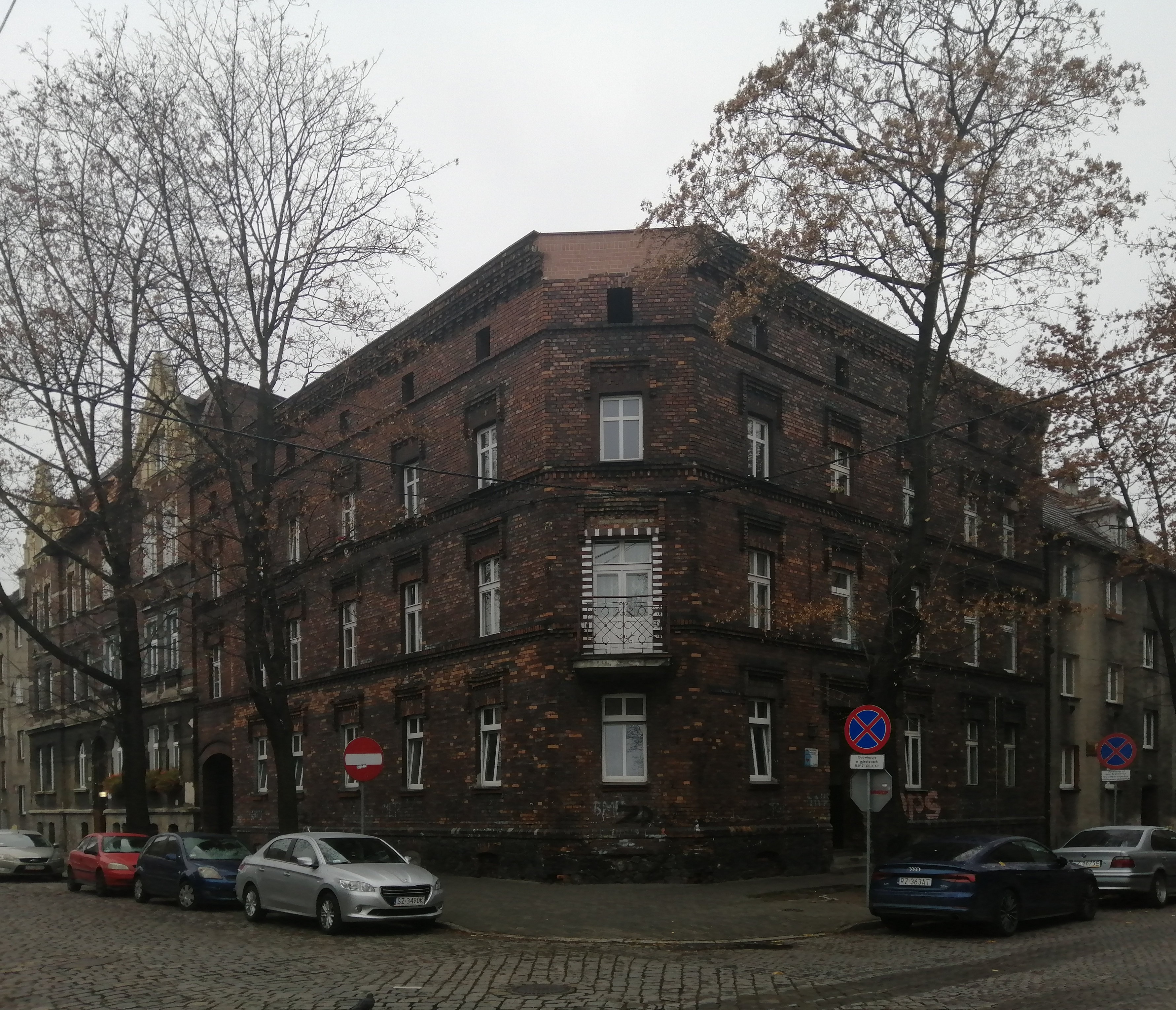
Zabytkowa kamienica przy ul. Buchenwaldczyków 22 (2022)
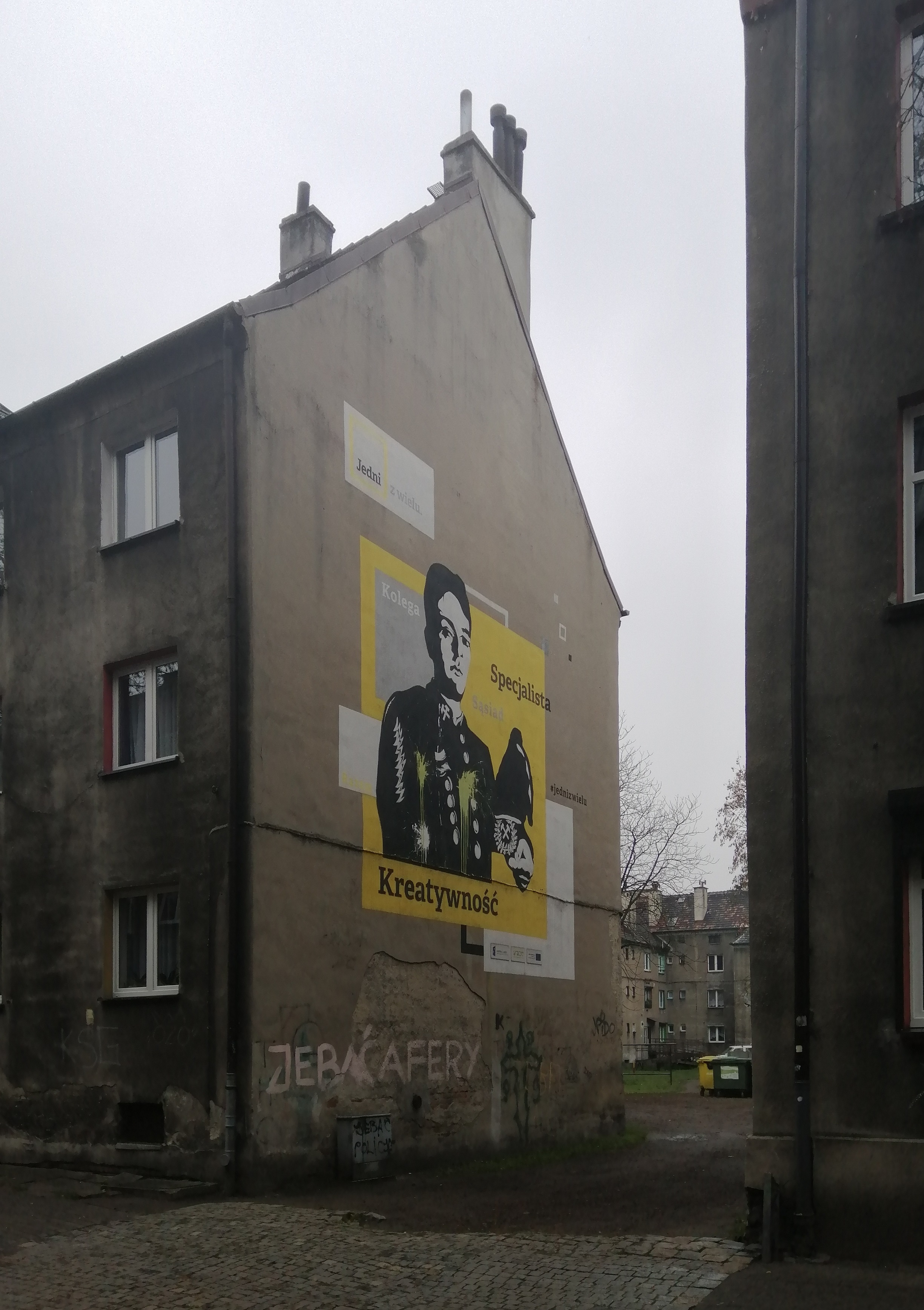
Mural na budynku przy ul. Buchenwaldczyków 20A (2022)